# Franz von Paumgarten
Franz Xaver von Paumgarten (ur. 8 stycznia 1811 w Graz, zm. 19 listopada 1866 w Vevey) – austriacki baron, marszałek polny porucznik i gubernator Galicji.

## Życiorys
Absolwent Terezjańskiej Akademii Wojskowej w Wiedniu. Od 1830 roku jako porucznik służył w galicyjskimi 1 Pułku Ułanów "Ritter von Brudermann". Następnie służył w 45. i 21. pułku piechoty, a od 1846 jako major w 11 cesarskim Pułku Piechoty, broniąc twierdzy Mainz. Jako podpułkownik i dowódca Pułku we wrzesień 1848 roku we Frankfurcie nad Menem bierze udział w tłumieniu powstania wrześniowego podczas Wiosny Ludów. Następnie w randze pułkownika jako dowódca piechoty 56-go Cesarskiego Puku służył w północnych Włoszech, gdzie podczas rewolucji w Toskanii w 1849 roku, walczył z oddziałami tymczasowego rządu republikańskiego, W 1850 roku został generałem majorem i dowódcą brygady stacjonującej w Czechach. W 1851 jako brygadier był komendantem twierdzy w Moguncji (1854-1856) a następnie w Ankonie (1858-1859), W 1859 roku został awansowany do stopnia marszałek polny porucznik (niem. Feldmarschalleutnant). Podczas wojny z Królestwem Piemontu dowodził dywizją V Korpusu pod Montebello, w przegranej przez Austriaków bitwie pod Magentą (4 czerwca 1859). Następnie otrzymał zadanie utworzenia milicji w Tyrolu. Potem był zastępcą wojskowego gubernatora Moguncji (1859-1964). Jako tajny radca był gubernatorem Galicji (1864-1866) oraz dowódcą wojsk austriackich stacjonujących w Galicji i Bukowinie. Chory na gruźlicę złożył 10 października 1866 dymisję i udał się na kurację do Szwajcarii, gdzie zmarł. Pochowany w Doxan koło Litomierzyc w Czechach. Od 1860 roku był szefem 76. Pułku Piechoty.

## Rodzina
Urodzony w zamożnej rodzinie ziemiańskiej, posiadającej tytuł barona. Syn austriackiego feldmarszałka-lejtnanta Johanna von Paumgartten. Był żonaty z Franziską Freiin Lexą von Aehrenthal.

## Odznaczenia
Odznaczenia Franza von Paumgartena to między innymi:
- Krzyż Zasługi Wojskowej z dekoracją wojenną
- Kawaler Orderu Świętego Józefa (Toskania)
- Order Najwyższy Chrystusa (Państwo Kościelne)
- Order Orła Czerwonego I klasy (Prusy)
- Order Królewski Korony I klasy (Prusy)
- Krzyż Wielki Orderu Korony Dębowej (Luksemburg)
- Komandor Orderu Ludwika z gwiazdą (Hesja)
- Krzyż Wielki Orderu Zasługi Filipa Wspaniałomyślnego z mieczami (Hesja)
- Krzyż Wielki Orderu Ernestyńskiego (Saksonia)
- Krzyż Wielki Orderu Zasługi Adolfa Nassauskiego (Nassau)
- Krzyż Wielki Orderu Zasługi Świętego Ludwika (Parma)